# Hey Mamma!
Chansons représentant la Moldavie au Concours Eurovision de la chanson
Falling Stars
(2016) My Lucky Day
(2018)
Hey Mamma! (en français « Hé maman ! ») est la chanson de SunStroke Project qui a représenté la Moldavie au Concours Eurovision de la chanson 2017 à Kiev, en Ukraine.
Le 9 mai 2017, lors de la 1re demi-finale, elle termine à la 2e place avec 291 points en ayant fini à la 4e place du jury avec 111 points et à la 2e place du télévote avec 180 points. Elle est donc qualifiée pour la finale.
Le 13 mai 2017, lors de la finale, elle termine à la 3e place avec 374 points en ayant fini à la 8e place du jury avec 110 points et à la 3e place du télévote avec 264 points.